# Цветанка Христова
Цветанка Христова е българска лекоатлетка, състезателка по мятане на диск, треньорка по лека атлетика.

## Биография
Родена е в град Казанлък на 14 март 1962 г. На лятната универсиада в Загреб 1987 прави рекорд от 67,96 м в дисциплината мятане на диск. Христова е европейска шампионка през 1982, световна шампионка през 1991 г.